# Steinkirchen (Baixa Saxônia)
Steinkirchen é um município da Alemanha localizado no distrito de Stade, estado da Baixa Saxônia.
É membro e sede do Samtgemeinde de Lühe.